# Tithónos

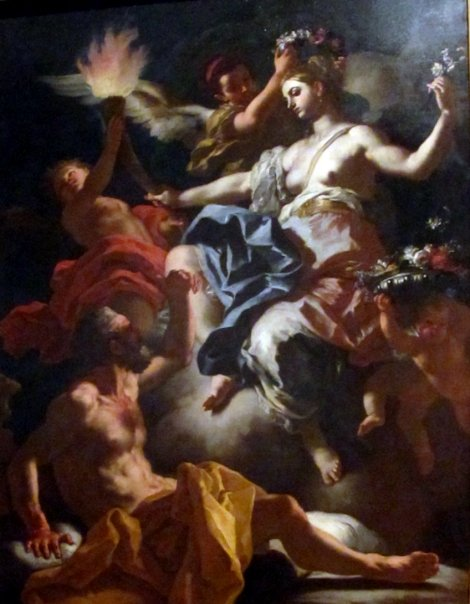
Tithónos a Éós, autor :Francesco Solimena (1657–1747)

Tithónos (starořecky Τιθωνός–Tithónos) je v řecké mytologii syn trojského krále Láomedóna, král Etiopie.
Tithónos byl bratrem trojského krále Priama. Zamilovala se do něj bohyně ranních červánků Éós a odešla s ním do Etiopie, kde se stal králem. Bohyně Éós mu pak porodila syny Émathióna a Memnona, který se proslavil v trojské válce, kde nakonec zemřel rukou největšího achájského hrdiny Achilla.
Éós svého manžela natolik milovala, že mu u boha Dia vyprosila nesmrtelnost. Dia však přitom zapomněla poprosit, aby mu daroval i věčné mládí a Tithónos proto tak zestárl, že se scvrkl a proměnil se přitom na cvrčka. Podle jiné verze z něj zbylo jen málo více než jeho hlas.